# ナイブズ・アウト/名探偵と刃の館の秘密
『ナイブズ・アウト/名探偵と刃の館の秘密』（ナイブズアウト めいたんていとやいばのやかたのひみつ、Knives Out）は、2019年のアメリカ合衆国のミステリ映画。監督・脚本はライアン・ジョンソン。

## ストーリー
裕福な犯罪小説家ハーラン・スロンビーがマサチューセッツ州の邸宅での85歳の誕生パーティーに家族を招待する。翌朝、ハーランの家政婦フランがハーランが喉を切られて死んでいるのを発見する。警察はハーランの死因を自殺と認定するが、正体不明の者が私立探偵ブノワ・ブランを雇い捜査を依頼する。
ブランはハーランが家族と緊張関係にあったことを知る。ハーランは実の娘リンダの夫であるリチャードの不倫をばらすと脅していたし、義理の娘ジョニへの小遣いを猫ばばを理由に減らしていたし、次男ウォルターは出版社をクビになっていたし、孫のランサムとは言い争いをしていた。
ブランの知るところではなかったが、パーティーのあとでハーランの看護師マルタ・カブレラが誤っていつもの薬の代わりにモルヒネを致死量以上注射してしまうが、解毒剤が見つからず、そのままでは数分の命となる。マルタを守るため、ハーランはニセのアリバイを作るようマルタに指示する。マルタはハーランの指示通りに事を運ぶが、ハーランの年老いた母親がマルタを目撃しランサムと勘違いする。
マルタはウソをつくと必ず吐いてしまう癖があるため、ブランが尋問する際に真実は述べるのだが全ては明かさない。ブランは彼女に捜査への協力を求める。敷地を捜索する際に、マルタは証拠を隠滅しようとする。
ハーランの遺書が明らかにされる。それにはマルタに全財産を与えると書いてあり、マルタはもとよりハーランの遺族も動揺する。遺族はマルタをなじるが、ランサムの助けで逃げ出す。ランサムはマルタを説得して告白させ、遺産から分前をもらう約束で協力を申し出る。残りのスロンビー一族はマルタに相続放棄するよう説得しようとする。ウォルターはマルタの母親が不法移民であることをばらすと脅す。
マルタはハーランの薬物検査の報告書の写しを添付した匿名の手紙を受け取る。ランサムとともに検死施設を訪れると、火事で焼け落ちている。マルタは面会の時間と場所を指定する、脅迫者からの匿名メールを受け取る。ブランと警察は検死施設の捜査をしていて、マルタとランサムに気付く。カーチェイスが行われたあとで、警察はランサムを拘束する。ブランはマルタに、ハーランの母がランサムがハーラン死亡の夜に彼の部屋から降りてくるのを目撃したと説明する。
マルタはメールの指定場所に出向くが、毒を盛られているフランと行方不明だった処置用バッグを発見する。マルタはフランが自分を犯罪と結びつけることを理解しためらうものの、フランに救命措置を施し救急車を呼ぶ。マルタはブランに告白するが、彼女のことはランサムがすでに説明していた。邸宅に戻り、マルタはフランの隠した薬物報告書の原本を見つける。マルタは遺族の前で彼女がハーランを死亡させたと告白しようとするが、報告書を読んだブランが押し止める。
ブランは次のような推理をマルタ、ランサム、警察に明かすーランサムがパーティーでハーランが全財産をマルタに与えることを知ると、彼はマルタの薬の瓶をすり替えて解毒剤を盗み、致死量のモルヒネでマルタがハーランを殺すようにして、相続欠格により彼女が相続できないようにした。だが、マルタは実際には瓶のラベルを読まず、その重さと薬液の粘性で判断して正しい薬を注射したため、ハーランの死には責任がない。ハーランの死亡が自殺だと報告が出ると、ランサムは正体を明かさずにブランを雇い、マルタの罪を暴こうとした。その後フランはランサムが、薬物瓶のすり替えの事実を隠そうとして、マルタの処置用バッグを盗むところを目撃し、ランサムに脅迫状を送る。マルタがハーランにそれと知らず正しい薬を注射したことを知ったランサムは、その脅迫状をマルタに届けた。ランサムはマルタの無実の証拠を消す目的で検死施設に放火した。最後に、ランサムはフランに致死量のモルヒネを注射して、彼女の居場所をマルタにメールし、フランの死をマルタに押し付けようとした。
マルタはフランが助かったのでランサムを名指しすると欺いてランサムの自白を引き出し、ランサムは復讐を誓う。フランは実は助からなかった。怒ったランサムはナイフを持ってマルタに襲いかかるが、そのナイフは刃が引っ込む偽物であった。警察はランサムの自白を録音しており、マルタが今や自分のものとなった邸宅のバルコニーから見下ろす中、ランサムは警察に連行される。

## キャスト
ブノワ・ブラン
演 - ダニエル・クレイグ、日本語吹替 - 藤真秀
名探偵。匿名の人物からの依頼で事件を捜査する。
ヒュー・ランサム・ドライズデール
演 - クリス・エヴァンス、日本語吹替 - 中村悠一
ハーランの孫。リンダとリチャードの息子。問題児でハーランの遺産相続人から外される。
マルタ・カブレラ
演 - アナ・デ・アルマス、日本語吹替 - 小林沙苗
ハーランの献身的な看護師。嘘をつくと必ず吐いてしまう体質。
リンダ・ドライズデール
演 - ジェイミー・リー・カーティス、日本語吹替 - 一城みゆ希
ハーランの長女。リチャードの妻。不動産業界の大物で会社経営。
ウォルター・“ウォルト”・スロンビー
演 - マイケル・シャノン、日本語吹替 - 内田直哉
ハーランの次男。ドナの夫。父親の出版社のCEOだがクビを宣告される。
リチャード・ドライズデール
演 - ドン・ジョンソン、日本語吹替 - 大塚芳忠
リンダの夫。浮気をしていることをハーランに知られている。
ジョニ・スロンビー
演 - トニ・コレット、日本語吹替 - 田中敦子
ハーランの亡き長男ニールの未亡人。ライフスタイル・グルでインフルエンサー。金銭的に困窮している。
エリオット警部補
演 - ラキース・スタンフィールド、日本語吹替 - 山本兼平
地元の刑事。
ハーラン・スロンビー
演 - クリストファー・プラマー、日本語吹替 - 小林清志
ミステリー作家。85歳の誕生パーティの翌朝に遺体で発見される。
メーガン・“メグ”・スロンビー
演 - キャサリン・ラングフォード、日本語吹替 - 松本沙羅
ハーランの孫。ニールとジョニの娘。大学生。
ジェイコブ・スロンビー
演 - ジェイデン・マーテル、日本語吹替 - 池田恭祐
ハーランの孫。ウォルトとドナの息子。
ドナ・スロンビー
演 - リキ・リンドホーム、日本語吹替 - 森本73子
ウォルトの妻。
フラン
演 - エディ・パターソン、日本語吹替 - 今泉葉子
ハーランの家政婦。ハーランの遺体を発見する。
アラン・スティーヴンス
演 - フランク・オズ、日本語吹替 - 上別府仁資
ハーランの弁護士。
ワネッタ・“グレート・ナナ”・スロンビー
演 - K・カラン
ハーランの母親。年齢不詳。
ワグナー巡査
演 - ノア・セガン、日本語吹替 - 佐々健太
捜査に加わった警官。ハーラン作品のファン。
Mr. Proofroc
演 - M・エメット・ウォルシュ、日本語吹替 - 上別府仁資
ハーラン邸の管理人。
カブレラ夫人
演 - マーリーン・フォルテ
マルタの母親。不法移民。
探偵ハードロック
声 - ジョセフ・ゴードン＝レヴィット（カメオ出演）
マルタの妹アリスがDVDプレイヤーで見ているドラマの登場人物。

## 製作
2010年6月3日、ライアン・ジョンソン監督はインタビューの中で「アガサ・クリスティの推理小説を思わせるようなミステリ映画を撮ってみたい」という主旨の発言をした。
2018年9月4日、ジョンソン監督が新作ミステリ映画の製作に着手しており、ダニエル・クレイグが主演に起用されたとの報道があった。10月、クリス・エヴァンス、ラキース・スタンフィールド、マイケル・シャノン、アナ・デ・アルマス、ドン・ジョンソン、ジェイミー・リー・カーティス、トニ・コレットらの出演が決まった。11月、クリストファー・プラマー、キャサリン・ラングフォード、ラウル・カスティーヨ、エディ・パターソン、リキ・リンドホームがキャスト入りした。12月4日、ノア・セーガンが本作に出演することになったとの報道があった。
本作の主要撮影は2018年10月下旬にマサチューセッツ州ボストンで始まり、同年12月20日に終了した。
2019年3月13日、ネイサン・ジョンソンが本作で使用される楽曲を手掛けることになったと報じられた。
ジョンソン監督は本作を作るに当たって、『地中海殺人事件』、『名探偵登場』、『ナイル殺人事件 (1978年の映画)』、『デストラップ・死の罠』、『シーラ号の謎』、『殺人ゲームへの招待』、『ゴスフォード・パーク』、『クリスタル殺人事件』、『オリエント急行殺人事件』、『Mr.BOO! ミスター・ブー』のような映画作品やミュージカル『Something's Afoot』を参考にした。

## 公開・マーケティング
2019年7月2日、本作のオフィシャル・トレイラーが公開された。3日、本作のポスター第1弾が公開された。9月7日、本作は第44回トロント国際映画祭でプレミア上映された。

## 興行収入
本作は『クイーン&スリム』と同じ週に封切られ、公開初週末に2500万ドル前後を稼ぎ出すと予想されていたが、その予想は的中した。2019年11月27日、本作は全米3461館で公開され、公開初週末に2676万ドルを稼ぎ出し、週末興行収入ランキング初登場2位となった。

## 評価
本作は批評家から絶賛されている。映画批評集積サイトのRotten Tomatoesには349件のレビューがあり、批評家支持率は97%、平均点は10点満点で8.34点となっている。サイト側による批評家の見解の要約は「ライアン・ジョンソン監督が名優たちから見事な演技を引き出したお陰で、『ナイブズ・アウト/名探偵と刃の館の秘密』には濃密なサスペンスがある。同作は昔ながらの殺人ミステリをより鮮烈に展開した作品だと言える。」となっている。また、Metacriticには51件のレビューがあり、加重平均値は82/100となっている。なお、本作のCinemaScoreはA-となっている。

## 受賞
アメリカ衣装デザイナー組合賞（現代劇部門）を受賞。第92回アカデミー賞では脚本賞にノミネートされた。第77回ゴールデングローブ賞ではコメディ・ミュージカル映画部門の作品賞、主演男優賞（ダニエル・クレイグ）、主演女優賞（アナ・デ・アルマス）にノミネートされた。

## 続編
2020年1月5日、ライアン・ジョンソン監督が本作の続編の製作に着手しているとの報道があった。2月6日、ライオンズゲートが続編の製作を開始したと正式に発表した。
2022年12月23日、『ナイブズ・アウト: グラス・オニオン』（Glass Onion: A Knives Out Mystery）としてNetflixで世界配信。これに先立ち11月23日から1週間限定で全米公開された。